# Серра, Альберт
Альберт Серра (кат.  Albert Serra; род. 9 октября 1975 года, Баньолес) — испанский кинорежиссёр и сценарист, продюсер. В 18 лет переехал в Барселону, изучал испанскую филологию и историю искусства. Снимает фильмы с 2003 года. Номинант и лауреат ряда национальных и международных премий. По мнению кинокритика Владимира Лукина, со времён Дрейера и Брессона Альберт Серра — первый религиозный режиссёр.
В 2019 году награждён Специальным призом жюри (Особый взгляд) на Каннском кинофестивале за фильм «Свобода».

## Фильмография
- 2003 — Креспия, фильм, а не деревня /Crespià, the film not the village.
- 2006 — Честь рыцаря / Honor de cavalleria (вольная экранизация романа «Дон Кихот», премии Барселонского КФ лучшему новому режиссёру и за лучший фильм на каталанском языке, три премии Туринского МКФ молодого кино).
- 2007 — Россия /Rusia (короткометражный).
- 2008 — Птичья песня / El cant dels ocells (премия Гауди за лучшую режиссуру, Барселона).
- 2010 — Имена Христа / Els noms de Crist.
- 2013 — История моей смерти / Història de la meva mort (главный приз международного кинофестиваля в Локарно).
- 2013 — Три поросёнка / Els tres porquets.
- 2016 — Смерть Людовика XIV / La Mort De Louis XIV.
- 2018 — Король-солнце / Roi Soleil (Международный фестиваль документального кино в Марселе, премия за лучший фильм).
- 2019 — Свобода / Liberté.
- 2022 — Мучения на островах / Pacifiction : Tourment sur les Îles.
- 2024 — Послеполуденные часы одиночества / Tardes de soledad.